# 中俄珲春东界约
中俄珲春东界约，是1886年清朝同俄国签订的勘分中国珲春以东边界的界约。

## 背景
1860年《中俄北京条约》第一条规定：中俄东段边界之东南段“自白棱河口顺山岭至瑚布图河口，再由瑚布图河口顺珲春河及海中间之岭至图们江口，其东皆属俄罗斯；其西皆属中国。两国交界与图们江之会处及该江口相距不过二十里，且遵天津和约第九条议会绘画地图，内以红色分为交界之地，上写俄罗斯国阿、巴、瓦、噶、达、耶、热、皆、伊、亦、喀、拉、玛、那、倭、帕、啦、萨、土、乌等字头，以便易详阅。”1861年，中方代表成琦与俄方代表卡札凯维奇（又译“卡扎克维赤”）签订《中俄勘分东界约记》。在成琦与卡札凯维奇签订的《自乌苏里江至海的边界地图》上，也标明耶、亦、喀、拉、玛、那、倭、帕、啦、萨、土、乌12个俄文字头的界牌。其中，乌字牌定在图们江入海处的江口东岸、日本海边，图们江下游东（北）岸至日本海沿岸的罕奇海岸仍归中国，中国通过罕奇海岸将俄国和朝鲜两国隔开。
但是，咸丰十二年（1862年）俄国交换给中国的《乌苏里江至海交界记文》中仅规定设八座界牌，少了“乌”字等7座界牌。乌字牌的遗漏，使中国丧失了罕奇海岸的主权。此遗漏是因为清朝勘界使臣成琦鸦片犯瘾，到吉林城补充鸦片，将立牌事宜托付俄方勘界代表包办，俄方勘界代表趁机单方面绘制交界图，并在该图上将罕奇海岸划在“红线”以外，从而使俄国与朝鲜半岛隔图们江相连，获得侵略朝鲜的立足点，并封锁中国通过图们江出日本海的通道。
从乌苏里江口至图们江口应设的八处木质界牌，其中六处由俄方单独设立。至1880年代初，八处木制界牌或被水冲走，或毁于山火，残留的数处也多已糟朽，字迹模糊不清，有的还被俄国人私自迁移。在这八处界牌中，吴大澂认为“其末处‘土（Т）’字界牌最关紧要”，但是“不知何年毁失，遍寻土人，无从查究”。珲春副都统依克唐阿上任后查阅边界情况时，发现“自珲春河源至图们江口五百余里，竟无界牌一个。黑顶子山濒江一带，久被俄人侵占”。吴大澂初到吉林任职时，曾就黑顶子问题多次“照会俄员索还占地”，“迭次面商” ，“据约辩论”。俄方“一味支吾延宕”，还在“黑顶子地方添设卡兵，接通电线，有久假不归之意”。后来，吉林将军希元专门派协领穆隆阿、双寿等人约同俄方官员会勘，但是“仅至沙草峰”便遭到俄方阻挡，“未经勘毕而归”。
1883年1月，三品卿衔帮办吉林边防吴大澂鉴于俄国占领黑顶子，乃向清廷“片奏查明俄人擅据黑顶子地方，请颁发咸丰十一年原绘地图为据，由吉林将军派员与俄方订期会勘更正”。吴大澂认为，“中俄东界界限轇轕不清”，主要是因为吉林将军衙门存档的地图上画的轇轕红线“不以所谓海中间之岭为界，是地图条约显有不符之处”。吴大澂称：“该段边界若不及早清理，则珲春与朝鲜毗连之地大半不保，俄隐然觊觎朝鲜之意已可概见，是亟应早为之图。”1883年12月，中法战争爆发，清廷命吴大澂“率吉林防军三千增防京畿”，吴大澂由此调离吉林。1884年，吴大澂奉命帮办北洋事务。但仍关心吉林中俄勘界事宜，“乃奏请由总理衙门照会俄驻京公使，订明派员会勘日期，由吉林将军遴派妥员前往，会同俄方依照两国画押钤印之旧图，勘明黑顶子地方与图们江口相去里数，由两国会勘官员将黑顶子字样添注图中。如该处在红线之内，则判定系中国地方，据此不难与俄方理论”。
1884年底，吴大澂奉命到朝鲜“办理交涉”。办结后，1885年春，吴大澂再度就吉林中俄勘界事宜“奏请饬总理衙门商同俄方处理”，并称当初所立的“吉林沿边界牌均为木质，年久即告朽毁，如小孤山上倭字牌仅粘纸写牌文，经风雨剥蚀，所存不过数字，无法辨认”。“图们江口沙草峰‘土’字界牌虽经光绪三年重建，然已踪迹全无。‘乌’字界牌为中俄东界界牌之首，然地图中虽经注明，交界记文却无，显然二者必有一误”。当时，吴大澂等人已组织了靖边军，并进行了一系列军事准备。准备完毕后，吉林将军铭安与吴大澂多次奏请清廷与俄国勘界，总理衙门大臣奕劻表态赞同，并在光绪十一年四月二十八日（1885年）奏称：中俄边界界牌“年深月久，形迹无存”、“界地湮失”，应当速派大员查勘。1885年6月8日，清朝光绪帝下谕，派会办北洋事宜大臣吴大澂会同[[珲春副都统依克唐阿重勘兴凯湖至图们江口段的中俄东部边界。1885年秋，俄国东西伯利亚总督照会大清吉林将军，同意“中俄互派妥员”，来年重勘吉林中俄边界。大清总理衙门乃“请旨简派吴大澂为全权勘界大臣，依时前往办理”。光绪十二年正月（1886年），清廷派遣会办北洋事宜大臣、都察院左都御史吴大澂与帮办吉林防务大臣、珲春副都统依克唐阿同俄国勘定边界。
光绪十二年正月十七日（1886年2月20日），吴大澂带领随员沈韵松、吴文伯以及同文馆俄语翻译庆锡安，自天津启程赴吉林将军衙门驻地吉林城。抵达吉林城后，吴大澂参观了宋春鳌（字渤生）“一手布置”的兵器厂，以及吉林“自造单筒小炮”。吴大澂还会见了去年在俄界探察129天的曹廷杰，曹廷杰“以手拓混同江东岸古碑四纸见赠，其一大碑正书上有‘重建永宁寺记’六字横列”，吴大澂赞扬曹廷杰“采访俄事至此，并手拓二碑以归，亦可谓壮矣”。1886年4月5日，吴大澂抵达珲春。1886年4月7日，吴大澂向俄方勘界大员、滨海州军政首长巴拉诺夫少将发出照会要求会晤。巴拉诺夫此前曾在俄国阿穆尔州任军政首长。1886年4月14日，俄方界务官马秋宁（Н.Матюнин）携翻译到中国珲春会见吴大澂，向吴大澂通报称，巴拉诺夫“须俟北路乌苏里江、兴凯湖冰冻全消，方可乘轮而来”，时间将在俄历5月初。马秋宁向吴大澂索阅汉文“条约及交界道路记文”，吴大澂“饬文案房抄一份与之”。吴大澂同时向马秋宁索阅俄文文本，但马秋宁没随身携带，吴大澂“允俟归后寄来”。在等待巴拉诺夫期间，吴大澂将“预拟边界事宜”“应议各条”交给庆锡安译为俄文，“以便临时辩难”；同时吴大澂还检阅了边防军演练，观看边防军“演放水雷、地雷”，“演放格林炮，并打二百步枪靶”。吴大澂认为，此次勘界首在“重立‘土’字界牌交界之处”，“次则归还黑顶子要隘之地”。

## 谈判签约

### 第一次会议
1886年5月22日，吴大澂与珲春副都统依克唐阿启程赴珲春以东60多华里俄国境内的岩杵河，准备在岩杵河与巴拉诺夫展开谈判。在吴大澂行至距离“恒道河俄卡”约“五里许”处，俄卡官员持巴拉诺夫名片率 “马队六十名”迎接，“及抵俄卡，又有俄国统领克拉多在卡迎接”。1886年5月23日，吴大澂一行到达岩杵河，“俄兵站队迎道”，“旁观者如堵”，当晚7时巴拉诺夫设宴“招饮”。
1886年5月25日（光绪十二年四月二十二日），吴大澂与依克唐阿同俄国勘界大臣、东海滨省巡抚兼理军务将军巴拉诺夫在岩杵河会谈，此即“岩杵河勘界会议”的开始。吴大澂率先提出，应按1861年《中俄勘分东界约记》规定，在距离图们江口20华里处补立土字牌。这遭到巴拉诺夫反对，巴拉诺夫坚持将土字牌补立在当年由俄方单方面所立的地点，该地点距离图们江口44华里。巴拉诺夫以当年中俄勘界时由俄方单方面绘制并由急于回宁古塔抽鸦片的吉勒图堪事先“具结”的旧图为依据。参加谈判的俄方第二号勘界大员、俄国总参谋部军事地形测绘局局长舒利经（Шульгин）少将是“当时亲自绘图树立界牌之人”，舒利经“言之确凿，并呈出大小图稿”。吴大澂则针锋相对地表示：“应照《条约》记文， 由海口量准中国里二十里， 即在江边补立 ‘土’字牌， 方可与 《条约》 相符。 ” 巴拉诺夫反驳称：“海水灌入之地，当谓之海河，除去海河二十里，才算图们江口。”吴大澂驳斥称：“海口即江口有何分别？若论海水所灌，潮来时海水进口不止二十里，潮退时江水出口亦不止二十里。所谓江口者，总在海滩近处，仍须照约由海口量准二十里方为妥恰。”巴拉诺夫最后只好答应“电报总督，转达俄廷请示办理，俟有回电再行续议”。第一次会议结束。

### 第二次会议
1886年5月29日，中俄岩杵河第二次会议举行。吴大澂提出“图们江出海之口应作中俄两国公共海口”，巴拉诺夫答复以“未敢遽允”，“仍以电商总督再行定议”。此次会议取得下述初步成果：
- （1）依照“俄国新图”，自长岭分水岭以下各河，“水归图们江者属中国，水归海者属俄国。”
- （2）巴拉诺夫已经奉上方指令，土字牌“从前既未立妥，自可酌量更改”，双方乃拟定土字牌从原先的沙草峰地方“挪前十八里” ，立在山南沿图们江的高坡下，“约计离海口不过二十四五里”，再向前因“沙土浮松”恐难树立。
- （3）土字牌与帕字牌距离过远，双方拟定在“蒙古街往来之道”增立“啦（Р）”字牌；在阿济密往来之道增立 “萨（С）”字牌；在“拉”、“那”字牌之间增立“玛（М）”字牌；把立在三岔口小孤山上的“倭”字牌移到瑚布图河口；从“倭”字牌向北到“那”字牌，从“那”字牌向北到东大川，依“南北直线划定界沟”[2]。

### 第三次会议
1886年5月31日，吴大澂回珲春。翌日，吴大澂派随员沈韵松到图们江勘明补立“土”字牌的地点。1886年6月2日，吴大澂拟成“勘界记文稿六条”。1886年6月4日，巴拉诺夫率领随员到中国珲春。1886年6月7日，中俄两国在珲春开始第三次会议。会议首先逐条商议吴大澂拟成的“勘界记文稿六条”，随后议定补立“土”字牌、增立“啦（Р）”字牌、“萨（С）”字牌、“玛（М）”字牌及中国“收还黑顶子地方”。将“收还黑顶子地方”专款列入了《中俄珲春东界约》，规定：“中国界内黑顶子地方旧有俄国卡伦民房，议明于一千八百八十六年六月（光绪十二年五月）迁回俄境。两国勘界大臣各派委员前往该处交接明白。”双方对“那”字牌发生争议，“辩论未决”，巴拉诺夫认为1861年树立的“那”字牌早已失踪，现有“那”字牌是1877年由俄方界务官马秋宁与宁古塔副都统双福补立，不符合原图的标示，主张重新派员查勘，并依照原图将“那”字牌立在横山会处。巴拉诺夫认为应从“那”字牌划一条直线，和“倭”字牌南北对应，“方是照约办理”。吴大澂则认为，旧有界牌如果已经遗失“自应补立”，“未设之牌，亦可添设”，但是原界牌若仍存在则“不可稍移”，吴大澂嘱咐结拜兄弟宁古塔副都统容山看好“那”字牌。巴拉诺夫回答称，如果不更正“那”字牌位置，那么“倭”字牌也应当依照旧址树立，这样“界线挪西不少”会使中国“吃亏”。吴大澂坚持“那”字牌“无论与旧图准与不准，总是两国派员监立之牌”，并非中方官员私自设立，故“实不能应允”。巴拉诺夫反问：“两国派员会勘，原为更正错误，若有错误而不更正，何用查勘？”吴大澂回答，此次会勘边界，中方“专为图们江补立 ‘土’ 字界牌， 并收回黑顶子地方。但将此一段地方分好，绘图画押，即可还京复命。东大川之事，不过顺道一往。查勘此事，本归地方官办理。大澂可不问也”。可知此次吴大澂勘界仅到“喀”（К）字牌便可以止步。巴拉诺夫听后不再反驳，双方约定“再行订期同至图们江会勘 ‘土’字界牌之地”。翌日，巴拉诺夫回岩杵河。
吴大澂和巴拉诺夫原先约定，1886年6月17日启程到图们江沙草峰南设立“土”字牌，但因大雨推迟一日。1886年6月18日，中俄勘界大员在“土”字牌立牌地点掘土奠基。翌日，吴大澂和巴拉诺夫监立石质“土”字牌。新立的“土”字牌距离海口13.5俄里（27华里）。至此，吴大澂此次谈判的两项主要任务已完成。

### 第四次会议
1886年6月25日（光绪十二年五月二十四日），中俄勘界大员在岩杵河举行第四次会议，议定记文内“七条事宜”。其中五条都已经议定，交给笔帖式阿察本译为满文，再从满文译为俄文。其他两条暂未议定，吴大澂给宁古塔副都统容山（亦名容峻峰）的信中提及：一是“图们江口中国船只出入，俄国不得阻拦一条”，巴拉诺夫“已函商俄京外部大臣，尚无复音”；二是“倭”字牌和“那”字牌须 “俟履勘明白， 再行定议”。

### 第五次会议
1886年7月4日，吴大澂和巴拉诺夫在岩杵河举行第五次会议。首先把“记文”（即《中俄珲春东界约》）“画押钤印，彼此互换”。此时各段道路记文以及地图尚待具体工作，故“尚未画押”。1886年7月8日，中俄双方将第一段道路记文及地图“画押钤印，两国各存一份”。同日，吴大澂同巴拉诺夫乘坐俄船，抵达摩阔崴（俄国称“波谢特”），从这里经绥芬河口、双城子（俄国称“乌苏里斯克”），1886年7月11日抵达三岔口 （位于今中国吉林省东宁市境内）。1882年吴大澂曾经在三岔口“起盖官房招商招垦”，此次重回故地，见“不数年间”三岔口“农工商贾各有欣欣向荣之意”，吴大澂“不觉喜形于色”。
1886年7月14日，吴大澂和俄国官员马秋宁“同至小孤山查阅‘倭’字界牌”。1886年7月16日，吴大澂在瑚布图河口找到了俄方界务官马秋宁与中方宁古塔副都统双福补立的“那”字牌。在使用指南针“测对方向之后”，吴大澂表示：“从前宁古塔查界委员皆称‘那’字界牌之西北为东大川，亦约略之词，未用指南针测准也。”可见1877年中俄双方补立“那”字牌时，并未准确勘测其方位。1886年7月24日，吴大澂获悉舒利经已找到1861年“原立之‘那’字界牌”，“其地在小绥芬河迤东，与旧图亦相合也”。

### 第六次会议
1886年7月27日，吴大澂和巴拉诺夫在岩杵河举行第六次会议。双方议定：
- （1）在原“那”字牌地点先“掘地数尺”“用碎石坚筑台基”，等“冬令冰坚”再树立石质“那”字牌。届时“再由两国大员另派妥员共同监立”。
- （2）小孤山上的“倭”字牌不符合1861年成琦所定的记文，应当改设在瑚布图河口[2]。

此次会议议定事宜，俄方“均由舒利经一手经理”，中方在吴大澂和珲春副都统依克唐阿、宁古塔副都统容山商量后，决定由容山手下托伦托勒、永顺“随同照料”，“期于一月内妥速办竣”。托伦托勒、舒利经在瑚布图河口共同勘定了设立“倭”字牌的地点并做标记。托伦托勒原地等待树立石质“倭”字牌时，舒利经私下指使俄国边民“将原标西移，几逾四里有余”，强行在西移后的地点挖坑树立石质“倭”字牌。托伦托勒愤而跳进坑内，大呼“我身可埋，界不可移！”此事闹到正在岩杵河的吴大澂处，吴大澂安慰托伦托勒说：“界已定矣，何必拘此微末！”石质“倭”字牌遂在西移后的地点树立。
此次会议后，吴大澂经双城子到海参崴。1886年8月2日，奉直隶总督兼北洋大臣李鸿章之命，丁汝昌率领定远舰、镇远舰、济远舰、威远舰、超勇舰、扬威舰从朝鲜元山驶抵俄国海参崴。翌日，巴拉诺夫同参加勘界的俄国人员登上定远舰参观，“俄官周历炮台及机器舱，啧啧称羡不已”。1886年8月6日，吴大澂和巴拉诺夫等人乘坐定远舰，与其他五舰返回摩阔崴。丁汝昌定于1886年8月7日率定远舰、镇远舰、济远舰、威远舰赴日本长崎“上油”，将超勇舰、扬威舰停在摩阔崴。吴大澂写道：“候界务事竣即可乘轮回津也。”

### 第七次会议
1886年8月25日，吴大澂从珲春抵达岩杵河。1886年8月26日，吴大澂和巴拉诺夫在岩杵河举行第七次会议。会议主要议题为“图们江口中国行船不得拦阻一节”。巴拉诺夫此前一直说“已函商俄京外部大臣，尚无复音”，此次提出让清廷总理衙门与俄国驻北京公使“商议”。吴大澂不同意，该问题继续悬置。此次会议中，吴大澂和巴拉诺夫还讨论了英国占据朝鲜南部的巨文岛，“扼海参崴俄船出入之路”的问题。清廷多次敦促英国退出巨文岛，英国一直以若退出巨文岛，该岛必被俄国占领为由推托。巴拉诺夫对吴大澂说，俄国并不觊觎朝鲜领土，不会占领巨文岛，吴大澂表示“可否立一私约为据”，巴拉诺夫认为没必要立约，“此可一言为信也”。因此也可以认为，俄国在此次中俄勘界中可能想利用中国对抗英国，所以才在归还黑顶子地方、图们江口行船问题上对中国做了小的“让步”。

### 第八次会议
自1886年8月26日举行第七次会议后，直到1886年10月12日，吴大澂一直呆在岩杵河。其间，吴大澂阅读交界图稿，草拟交界道路记文，并阅读“各俄员所绘地图稿”，写下交界地图上的汉字，至绘图处“校对第六段记文山水名”等等。1886年10月2日，吴大澂再度与俄方“会议图们江口行船事”。
九月十八日，俄国外交部照复同意图门江为中俄公共海口，中国船只今后可自由出入图们江口，俄国“不得拦阻”。1886年10月12日，根据外交部上述指示，俄国东海滨省总督向俄方谈判代表巴拉诺夫下达“饬令本属各官，如有中国船只由图们江口出入者，并不可阻拦”的命令。
此后，1886年10月12日（光绪十二年九月十五日，俄历1886年9月30日），南乌苏里界务官马秋宁照会珲春副都统称，接到滨海州督军巴拉诺夫的指示，令本属各官，如有中国船只由图们江口出入，不可阻拦。该照会并未列入会议记文（即《中俄珲春东界约》）。该照会史称《俄国关于中国船只出入图们江口事的照会》。经双方谈判代表议定，同意将俄方递交的该照会作为《中俄珲春东界约》的附件。该照会内容为：
《俄国关于中国船只出入图们江口事的照会》
大俄国乌苏哩界廓米萨尔照会与大清国珲春副都统
 
为照知事：现于我们本月三十日接准东海滨省固毕尔那托尔箚文内开：饬令本属各宫，如有中国船只由图们江口出入者，并不可拦阻等因，箚饬前来，将此照会贵副都统，愿此事我两国和好益敦可也。
同日（即1886年10月12日），将所订六段交界道路记文和交界详图“由双方签押各自收存”（即签订了《中俄珲春东界约》及《中俄查勘两国交界道路记》）。至此，中俄双方前后会谈8次，经历近四个半月结束。1886年10月16日，吴大澂从海参崴乘船返回天津，1886年10月29日进北京复命。

## 影响
此次中俄重勘珲春东界的成果，全都记录在《中俄查勘两国交界道路记》的六段交界记文里。六段边界，从图们江口“土”字牌到白稜河口“喀（К）”字牌除了重新补立或增立石质界牌外，还增立界标26处：
- 第一段：自“土”字牌到长岭天文台，界牌一座（土字牌），界标8处（第一至第八记号）；
- 第二段：自长岭天文台到蒙古街“啦（Р）”字牌，界牌两座（萨字牌、啦字牌），界标8处（第九至第十六记号）；
- 第三段：自“啦（Р）”字牌到瑚布图河口，界牌一座（帕字牌），无界标；
- 第四段：自瑚布图河口至“那（Н）”字牌，界牌两座（倭字牌、那字牌），界标4处（第十七至第二十记号）；
- 第五段：自“那（Н）”字牌至“玛（М）”字牌，界牌一座（玛字牌），界标3处（第二十一至第二十三记号）；
- 第六段：自“玛（М）”字牌至“喀（К）”字牌，界牌两座（拉字牌、喀字牌），界标3处（第二十四至第二十六记号）[2]。

1861年最初树立的界牌中，土字牌、那字牌、倭字牌变动了位置；在土字牌和帕字牌之间设置石质萨字牌、啦字牌；在那字牌和拉字牌之间补设玛字牌。除新增设的石质界牌外，原木质界牌全部换成石质。
《中俄珲春东界约》第七条规定：“现在新立石牌十一处，各牌相距甚远，中间道路纷歧，山林丛杂，或有界限不清之处，自应另作记号，或挖小沟，逐段分别明白，以补界牌之不足。所立记号，编作一、二、三、四等字样。”中俄边界珲春段实际共设立记号十六处，其中第八记号以长岭天文台为标志，其他记号以土石墩和小石牌为标志。中方在第八记号长岭天文台处还设立了铜柱。
此外，《中俄珲春东界约》第四条还确认了中国船只沿图们江航行的权利。
此次中俄重勘珲春东界，将吉林兴凯湖至图们江段的中俄边界详细勘定。中方争回黑顶子地方，但未能争得树立乌字牌并收回罕奇海岸的领土。而中国恢复图们江口行船权利，只是使珲春本地商船、渔船可自由出入，不必向俄国取照，这种所谓航行权仅止于地方官相互约定，约无明文，所以俄国可以随时废弃承诺，禁止中国船只使用该段航道。
吴大澂此次仅勘明自图们江口土字牌至兴凯湖的中俄边界，而自“喀（К）”字牌经兴凯湖至乌苏里江口段的水路边界，因为吴大澂“未能亲往履勘”，导致后来出现许多问题，其中最主要是黑瞎子岛问题。1861年，依照成琦和卡札凯维奇“应立界牌，各差小官竖立”的约定，三姓副都统富尼扬阿与俄方官员吉成克设立的“耶（Е）”字牌，自始便为日后的“黑瞎子岛问题”埋下隐患。当时设立的木牌因“江口地址低洼”，故未按照条约规定的地点设立。吴大澂此次重勘边界，俄国在乌苏里江口补立“耶（Е）”字牌时，负责将界牌由木质换立为石质的俄方官员勾结俄籍华人纪凤台等人，声称在通江子（靠近中国侧连接黑龙江、乌苏里江的水道，又称“抚远水道”）流入乌苏里江处的卡扎凯维奇沃“发现木牌，乃就该处换立石牌”。根据后来俄国出示的“耶（Е）”字牌换文记录，“文尾署名中国方面勘换界牌官员，竟为协领顺凌、通事佟敖三、纪凤台三人”。此后“耶（Е）”字牌又遭“俄人由乌苏里江东岸移至华界乌苏里镇，旋不知去向”。“耶（Е）”字牌失踪后，“中俄双方均不承认对方所指立界处所”。国际法规定，两国以江河划界时，应以主航道划分，中俄边界经黑龙江和乌苏里江汇合处，黑瞎子岛位于黑龙江和乌苏里江汇合处中国侧，应当是中国领土。但俄国指“乌苏里镇为立界处所”、“通江子为乌苏里主流”，为后来侵占中国黑瞎子岛、控制中国船只前出乌苏里江口制造了借口。